# Tanguter
Tanguter (kinesiska: 党项; pinyin: Dǎngxiàng), var ett qiangiskt-tibetanskt folkslag som kom till högplatån i västra Sichuan någon gång före 1000-talet. De talade tangutspråket, ett nu utdött qiangiskt språk (tibetanskt-burmesiskt).

## Historia
Tanguterna kom från nomadstammarna Qiang som flyttade runt, för att slutligen slå sig ner i västra Sichuan. De genomgick tidigt sinifiering, en term som betyder att man antar den kinesiska kulturen. Riket Tangut grundades 982 av Li Deming (李德明). Landet kallades av kineserna för "Xixia" (西夏, ”Västra Xia”), medan tanguterna kallade det för "phiow¹-bjij²-lhjij-lhjij²", vilket betyter Det mäktiga vita och upphöjda landet.
Genom sinifieringen började snart folkets egna traditioner och kännetecken försvinna. Li Demings konservative son Li Yuanhao (李元昊) försökte bevara och stärka tanguternas identitet genom officiella skrifter och lagstiftning som stärkte den traditionella kulturen. En av lagarna krävde att alla skulle bära traditionella kläder, en annan att alla skulle klippa sig korthåriga. Li Yuanhao bytte namn till ett tangutiskt, och döpte om huvudstaden "Xingqing" (興慶). Li Yuanhao tog sig titeln Kejsare av Tangut år 1038.
Landet förstördes 1227, när Djingis Khan erövrade det.
Huvudstaden i Tangut återfanns 1907 av Pjotr Kuzmitj Kozlov.

## Religion
Tanguternas huvudreligion var Buddhism.  